# (10090) Sikorsky
(10090) Sikorsky est un astéroïde de la ceinture principale.

## Description
(10090) Sikorsky est un astéroïde de la ceinture principale. Il fut découvert le 13 octobre 1990 à Naoutchnyï par Lioudmila Karatchkina et Galina Ričardovna Kastel'. Il présente une orbite caractérisée par un demi-grand axe de 2,37 UA, une excentricité de 0,13 et une inclinaison de 6,3° par rapport à l'écliptique.

## Compléments